# José María Chico
José María Chico y Linares (Guanajuato, circa 1780 - Chihuahua, 27 de junio de 1811) fue un abogado novohispano que tomó parte del bando insurgente durante la guerra de la independencia de México.

## Semblanza biográfica
Fue hijo del español Bernardo Chico avecindado en Guanajuato quien era amigo de Miguel Hidalgo y Costilla. José María Chico y su hermano se unieron a la revolución iniciada mediante el grito de Dolores. Fue nombrado ministro de Gracia y Justicia del movimiento insurgente. Acompañó a Hidalgo desde Valladolid (hoy Morelia) hasta la batalla del Monte de las Cruces, aunque comenzó a realizar su labor administrativa para organizar el gobierno insurgente hasta llegar a la ciudad de Guadalajara en compañía de Ignacio López Rayón quien había sido designado secretario de Estado y del Despacho. Presidió una Audiencia en la cual colaboraron los abogados Avendaño, Ortiz de Salinas, Solórzano y Mestas. Expidió los decretos que ordenaban la supresión del tributo, los estancos y la esclavitud. Paralelamente colaboró en el periódico El Despertador Americano.
Tras la derrota de la batalla de Puente de Calderón ayudó a López Rayón para poner a salvo los fondos de la revolución. Siguió a los jefes insurgentes en su peregrinación hacia al norte del país, fue capturado junto con ellos en Acatita de Baján. Debido a que no era militar, inicialmente se le mantuvo preso en Monclova, pero cuando los demás insurgentes rindieron sus declaraciones, especialmente Mariano Abasolo, fue trasladado a Chihuahua. Después de un juicio sumario fue fusilado el 27 de junio de 1811 en compañía del intendente de ejército insurgente José Ignacio Solís, del brigadier Onofre Gómez Portugal y del ingeniero Vicente Valencia.